# Joseph Victor von Scheffel
Joseph Victor von Scheffel, född den 16 februari 1826 i Karlsruhe, död där den 9 april 1886, var en  tysk poet och romanförfattare.
Scheffel debuterade 1854 med en större episk dikt, Der Trompeter von Säkkingen, som blev så populär, att den till 1915 utkom i 300 upplagor (svensk översättning av Oscar Guldbrand, 1901) och 1884 lades till grund för en opera av Nessler med librett av Bunge (svensk översättning 1886). Hans följande arbeten rönte likaledes stor framgång: den historiska romanen Ekkehard (1855, 255:e upplagan 1912; svenska översättningar 1881 och 1905), diktsamlingen Frau Aventiure (1863; 20:e upplagan 1908), Lieder aus Heinrich von Ofterdingens Zeit (1864), novellen Juniperus (1866; 6:e upplagan 1907), Gaudeamus! Lieder aus dem engern und weitern (1867; 69:e upplagan 1912), en originell dryckespoesi, som hör till skaldens bästa skapelser, Bergpsalmen (1870; 7:e upplagan 1906) och Hugideo (1884; 10:e upplagan 1906).